# Notation bra-ket
 (novembre 2015).

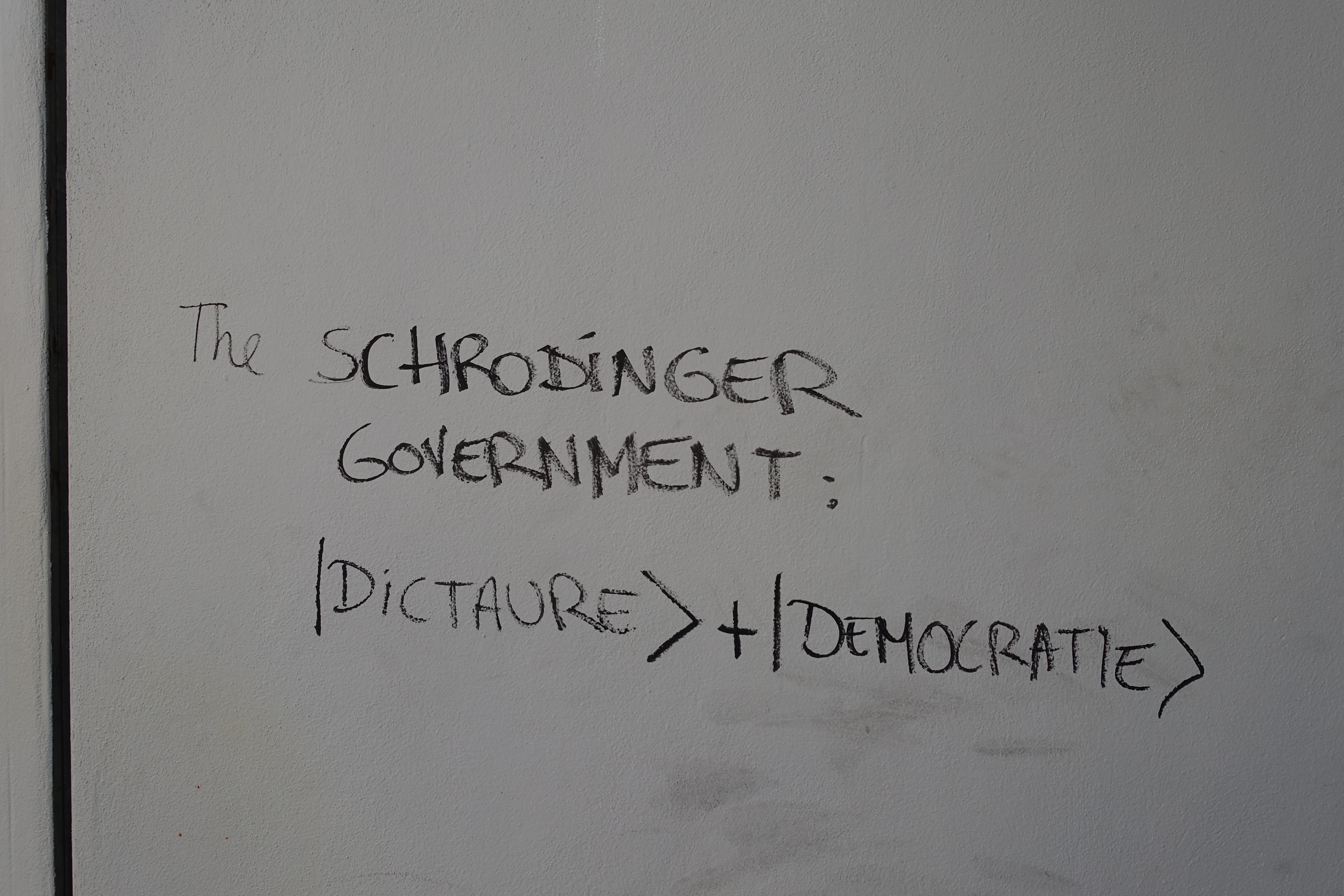
Exemple du formalisme de Dirac sur un graffiti.

La notation bra-ket a été introduite par Paul Dirac en 1939 (on l'appelle aussi formalisme de Dirac) pour faciliter l’écriture des équations de la mécanique quantique, mais aussi pour souligner l’aspect vectoriel de l’objet représentant un état quantique.
Le nom provient d'un jeu de mots avec le terme anglais bracket qui signifie « crochet de parenthèse », en l'occurrence « {\displaystyle \langle } » et « {\displaystyle \rangle } » qui avec l'adjonction d'une barre verticale « {\displaystyle |} » sont respectivement appelés « bra » et « ket ». Cette notation est depuis reprise dans l’étude mathématique de l’algèbre des opérateurs, dont le champ d’application est plus large.

## Usage en mécanique quantique
La structure mathématique de la mécanique quantique se prête à l'application de la théorie des représentations pour facilement représenter divers objets de la théorie par leur contrepartie en algèbre linéaire :
- Les divers états quantiques d'un système peuvent être représentés par des vecteurs {\displaystyle |\psi \rangle } dans un espace complexe de Hilbert (la structure exacte de cet espace dépend de la situation). Souvent, l'état peut être étiqueté à l'aide de nombres quantiques {\displaystyle n_{1},\dots ,n_{k}} : dans ce cas, on dénote alors l'état simplement par {\displaystyle |n_{1},\dots ,n_{k}\rangle }. Un état {\displaystyle |\psi \rangle } pourrait par exemple représenter l'état dans lequel se trouve l'électron d'un atome d'hydrogène à un moment donné ;
- Une superposition d'états quantiques peut être représentée par une combinaison linéaire d'états propres. Par exemple, un électron dans l'état {\displaystyle |\psi \rangle =|1\rangle +i|2\rangle } est dans une superposition quantique des états {\displaystyle |1\rangle } et {\displaystyle |2\rangle } ;
- Les mesures sont représentées par des opérateurs linéaires (appelés observables) sur l'espace de Hilbert des états quantiques ;
- L'évolution d'un système quantique est ainsi décrite par l'action des opérateurs linéaires sur la fonction d'onde dans l'espace de Hilbert. Par exemple, dans la représentation de Schrödinger, l'opérateur linéaire d'évolution temporelle {\displaystyle U} agit de manière telle que si un électron se trouve dans l'état {\displaystyle |\psi \rangle }, il se trouvera un instant plus tard dans l'état {\displaystyle U|\psi \rangle }.

Puisqu'un grand nombre de calculs en mécanique quantique impliquent les objets mentionnés ci-haut, l'usage de la notation bra-ket est très utile.

## L'origine du formalisme
Notation : la notation {\displaystyle {}^{*}} désigne l'adjoint d'une matrice ou d'un vecteur. L'adjoint est défini comme le transposé du conjugué complexe. Une autre notation utilisée régulièrement dans le cadre de la mécanique quantique pour l'adjoint est le « dague » {\displaystyle {}^{\dagger }}.
Selon les postulats de la mécanique quantique, les fonctions d'onde sont des fonctions du temps {\displaystyle t}, des coordonnées spatiales {\displaystyle x}, et possiblement d'autres paramètres internes {\displaystyle \sigma } (spins, moments magnétiques…)
{\displaystyle \Psi (t,x,\sigma )} ,
qu'elles sont solutions de l'équation de Schrödinger
{\displaystyle i\hbar {\frac {\partial }{\partial t}}\Psi (t,x,\sigma )=-{\frac {\hbar ^{2}}{2m}}\Delta \Psi (t,x,\sigma )+V(x,\sigma )\Psi (t,x,\sigma )} ,
qu'elles sont normalisées de sorte que
{\displaystyle \int \Psi ^{*}(t,x,\sigma )\Psi (t,x,\sigma )\,\mathrm {d} x=1} ,
et que la valeur d'une grandeur physique {\displaystyle A} est calculée selon
{\displaystyle \langle A\rangle =\int \Psi ^{*}(t,x,\sigma )A(x,\partial _{x},\sigma )\Psi (t,x,\sigma )\,\mathrm {d} x}.
La notation de Dirac permet d'exprimer les intégrales précédentes, qui n'est rien de moins qu'un produit hermitien sur l'espace des fonctions à valeur complexe de carré intégrable {\displaystyle L^{2}}, de façon très compacte. Il suffit de définir la façon de représenter les objets suivants :
- la fonction {\displaystyle \Psi (t,x,\sigma )} est représentée par un vecteur {\displaystyle |\Psi \rangle } dénommé ket {\displaystyle \Psi } ;
- la fonctionnelle duale {\displaystyle \textstyle \int \Phi ^{*}(t,x,\sigma )\,\mathrm {d} x} est représentée par un vecteur dual {\displaystyle \langle \Phi |} dénommé bra {\displaystyle \Phi }.

Les intégrales ci-dessus se réécrivent donc de la façon suivante :
{\displaystyle \int \Psi ^{*}(t,x,\sigma )\Psi (t,x,\sigma )\,\mathrm {d} x=\langle \Psi |\Psi \rangle =1} ,
{\displaystyle \langle A\rangle =\int \Psi ^{*}(t,x,\sigma )A(x,\partial _{x},\sigma )\Psi (t,x,\sigma )\,\mathrm {d} x=\langle \Psi |A|\Psi \rangle } ,
et plus généralement, pour deux fonctions d'onde {\displaystyle \Phi (t,\dots )} et {\displaystyle \Psi (t,\dots )} :  
{\displaystyle \int \Phi ^{*}(t,x,\sigma )\Psi (t,x,\rho )\,\mathrm {d} x=\langle \Phi |\Psi \rangle }.

## Kets et bras

### Définitions

#### Kets
Soit un vecteur de l’espace de Hilbert des états {\displaystyle {\mathcal {E}}}. Il est dénoté {\displaystyle |u\rangle } et s'appelle vecteur-ket ou ket.
Les kets forment un espace vectoriel complexe. Ainsi, si {\displaystyle \lambda _{1}} et {\displaystyle \lambda _{2}} sont des nombres complexes quelconques et {\displaystyle |u_{1}\rangle } et {\displaystyle |u_{2}\rangle } sont deux kets, alors
{\displaystyle |v\rangle =\lambda _{1}\cdot |u_{1}\rangle +\lambda _{2}\cdot |u_{2}\rangle }
est également un ket.
Plus généralement, si {\displaystyle |x\rangle } dépend d’un indice continu {\displaystyle x}, et si {\displaystyle f} est une fonction complexe normalisée sur {\displaystyle [x_{1}\,,x_{2}]}, alors,
{\displaystyle |u\rangle =\int _{x_{1}}^{x_{2}}f(x)|x\rangle \mathrm {d} x}
est également un ket.
On peut définir un produit scalaire pour les vecteurs-kets, mais pour ce faire, il faut tout d'abord introduire les vecteurs duaux aux kets : les bras.

#### Bras
L'espace dual des états quantiques, dénoté {\displaystyle {\mathcal {E}}^{*}}, est l'espace vectoriel des fonctionnelles linéaires sur les kets de {\displaystyle {\mathcal {E}}}. (Rappel : une fonctionnelle linéaire agit linéairement sur un espace vectoriel et renvoie un scalaire.) Les éléments de {\displaystyle {\mathcal {E}}^{*}} sont les bras et sont dénotés par {\displaystyle \langle u|}.
Puisque les bras forment un espace vectoriel, une combinaison linéaire à coefficients complexes de bras est également un autre bra.

#### Produit scalaire et correspondance bras → kets
Il est possible de définir un produit scalaire {\displaystyle (\cdot ,\cdot )} de deux kets {\displaystyle |u\rangle } et {\displaystyle |v\rangle } qui correspond au produit scalaire des fonctions d'ondes correspondantes :
{\displaystyle (|u\rangle ,|v\rangle )=\langle u|v\rangle }
Comme tout produit scalaire complexe, ce produit est sesquilinéaire, c’est-à-dire que :
{\displaystyle \langle \phi \mid \lambda \cdot \psi _{1}+\mu \cdot \psi _{2}\rangle =\lambda \cdot \langle \phi \mid \psi _{1}\rangle +\mu \cdot \langle \phi \mid \psi _{2}\rangle } ,
et que :
{\displaystyle \langle \lambda \cdot \phi _{1}+\mu \cdot \phi _{2}\mid \psi \rangle =\lambda ^{*}\cdot \langle \phi _{1}\mid \psi \rangle +\mu ^{*}\cdot \langle \phi _{2}\mid \psi \rangle }.
(L'expression {\displaystyle c^{*}} signifie que l'on prend le complexe conjugué de {\displaystyle c} — voir Nombre complexe.)
Ceci implique donc une correspondance bra → ket (notons que l'inverse n'existe pas forcément) qui est antilinéaire :
{\displaystyle \lambda _{1}|\phi _{1}\rangle +\lambda _{2}|\phi _{2}\rangle \rightarrow {\lambda _{1}}^{*}\langle \phi _{1}|+{\lambda _{2}}^{*}\langle \phi _{2}|}
Une norme peut également être définie pour un ket {\displaystyle |\psi \rangle }
{\displaystyle \lVert |\psi \rangle \rVert ^{2}=\langle \psi |\psi \rangle }.
Cette définition est consistante avec la définition mentionnée plus haut en termes des fonctions d'onde.

### Composantes
L’écriture de la norme permet d’écrire un bra sous forme de composantes dans l’espace vectoriel dual {\displaystyle \varepsilon ^{*}} de même dimension que l’espace vectoriel {\displaystyle \varepsilon } des états :
{\displaystyle \dim {(\varepsilon )}=\dim {(\varepsilon ^{*})}=N},
{\displaystyle \langle \phi |=\sum _{n=1}^{N}{\phi _{n}\cdot \langle u_{n}|}},
{\displaystyle |\psi \rangle =\sum _{n=1}^{N}{\psi _{n}\cdot |u_{n}\rangle }}.
On représente aussi le bra sous la forme d’un vecteur ligne, une suite de nombres (les composantes) rangés horizontalement :
{\displaystyle \langle \phi |={\begin{pmatrix}\phi _{1}\\\phi _{2}\\\vdots \\\phi _{N}\end{pmatrix}}_{\varepsilon ^{*}}={\begin{bmatrix}\phi _{1}&\phi _{2}&\cdots &\phi _{N}\end{bmatrix}}\cdot {\begin{bmatrix}\langle u_{1}|\\\langle u_{2}|\\\vdots \\\langle u_{N}|\end{bmatrix}}}
Le produit matriciel ci-dessus est commutatif, car la matrice ligne ne contient que des scalaires, la matrice colonne que des bras unitaires, et le produit d’un scalaire et d’un bra est commutatif, et le produit matriciel d’une matrice colonne et d’une matrice ligne, s'il est défini, est toujours commutatif. Il en est de même du produit matriciel d’une matrice colonne de scalaires et d’une matrice ligne de kets.
Il est alors possible d’écrire le produit scalaire d'un bra et d’un ket sous forme du produit de quatre matrices : deux matrices scalaires et des matrices de bras unitaires ou de kets unitaires. En permutant les matrices scalaires, il reste à déterminer le produit de matrices de bras unitaires et de kets unitaires. Or, ces matrices unitaires sont transposées et conjuguées, ce qui signifie que leur produit se réduit au produit de leurs normes. Comme par définition, la norme des matrices unitaires est 1, ces matrices unitaires peuvent être éliminées du produit scalaire. La définition même du produit scalaire nous permet alors de l'écrire simplement en termes de produit de deux matrices scalaires de la façon suivante :
{\displaystyle \langle \phi \mid \psi \rangle =\left({\begin{pmatrix}\phi _{1}\\\phi _{2}\\\vdots \\\phi _{N}\end{pmatrix}}_{\varepsilon ^{*}},{\begin{pmatrix}\psi _{1}\\\psi _{2}\\\vdots \\\psi _{N}\end{pmatrix}}_{\varepsilon }\right)={\begin{bmatrix}\phi _{1}&\phi _{2}&\cdots &\phi _{N}\end{bmatrix}}\cdot {\begin{bmatrix}\psi _{1}\\\psi _{2}\\\vdots \\\psi _{N}\end{bmatrix}}=\sum _{n=1}^{N}{\phi _{n}\cdot \psi _{n}}}

## Opérateurs et notation de Dirac
D’une façon générale, les opérateurs linéaires agissant sur l’espace {\displaystyle {\mathcal {E}}} des états peuvent s’écrire sous la forme d’une combinaison linéaire d'opérateurs.

Ainsi, à titre  d'exemple de combinaison linéaire, on peut former l'opérateur:
{\displaystyle |\psi \rangle \cdot \langle \varphi |} ou plus simplement {\displaystyle |\psi \rangle \langle \varphi |},
dont l’action sur un état, représenté par le ket {\displaystyle |\phi \rangle }, sera l’état :
{\displaystyle |\psi \rangle \cdot \langle \varphi \mid \phi \rangle }, ce qui permet une grande économie d’écriture.
Un exemple physique :

Prenons le cas d'un atome à deux niveaux. Notons {\displaystyle |f\rangle } son niveau (état) fondamental et {\displaystyle |e\rangle } son état excité.

On peut définir {\displaystyle \sigma =|e\rangle \langle f|} comme étant l'opérateur dont l'application permet de faire passer l'atome de son état fondamental vers son état excité.

Ainsi, si l'on fait porter {\displaystyle \sigma } sur {\displaystyle |f\rangle } on obtient :
{\displaystyle \sigma |f\rangle =|e\rangle \langle f|f\rangle =|e\rangle } car {\displaystyle \langle f|f\rangle =1.}
Au passage on notera que l'application d'un opérateur en notation de Dirac doit se lire de droite à gauche. Dans le cas présent, l'opérateur {\displaystyle \sigma } assure donc bien la transition de {\displaystyle |f\rangle } vers {\displaystyle |e\rangle .}